# Šotokan
Šotokan (japonsko 松濤館), hepburn Shotokan) je stil karateja, osnovan po 2. svetovni vojni na podlagi naukov okinavskega mojstra Gičina Funakošija. Šotokan je trenutno najmnožičnejši stil karateja na svetu.

## Ime stila
Na začetku Funakošijev karate ni imel drugega imena kot - karate. 
Ime Šotokan sestoji iz treh japonskih pismenk - 松 - »šo«; »borovec«, 濤 - »to«; »valovanje« in 館 - »kan«; »zgradba, hiša«. Beseda »Šoto« naj bi pomenila zvok valovanja borovcev v vetru oziroma valovanje borovih dreves v vetru. Besedo je Gičin Funakoši uporabljal pri pisanju poezije za svoj psevdonim. 
Njegovi učenci so pripomogli h graditvi prve namenske telovadnice - dodža za poučevanje Funakošijevega karateja. Učitelju v čast so jo poimenovali »Šotokan« - »hiša valovanja borovcev«, kar v prenesenem pomenu pomeni »Funakošijeva šola«.
Ime je, v vsej polnosti, dobilo današnji pomen označevanja določenega stila karateja šele po Funakošijevi smrti.